# Rete tranviaria di Ufa
La rete tranviaria di Ufa è la rete tranviaria che serve la città russa di Ufa.